# 雨衣

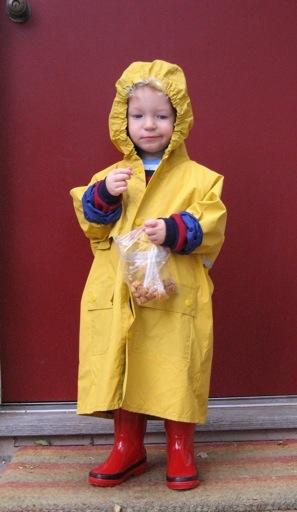
一个孩子穿着带帽的黄色雨衣

雨衣是遮挡外界液體的服裝，通常用於雨天擋雨之用的雨具之一。
油布雨衣用塗了亞麻籽油和蠟的混合物帆布製成，是適合在惡劣天氣條件下穿著的防水服。
現代雨衣所使用的防水布材是1823年時由蘇格蘭化學家查尔斯·麦金托什所發明。而隨時間改變，雨衣亦發展成時裝之一。

## 歷史

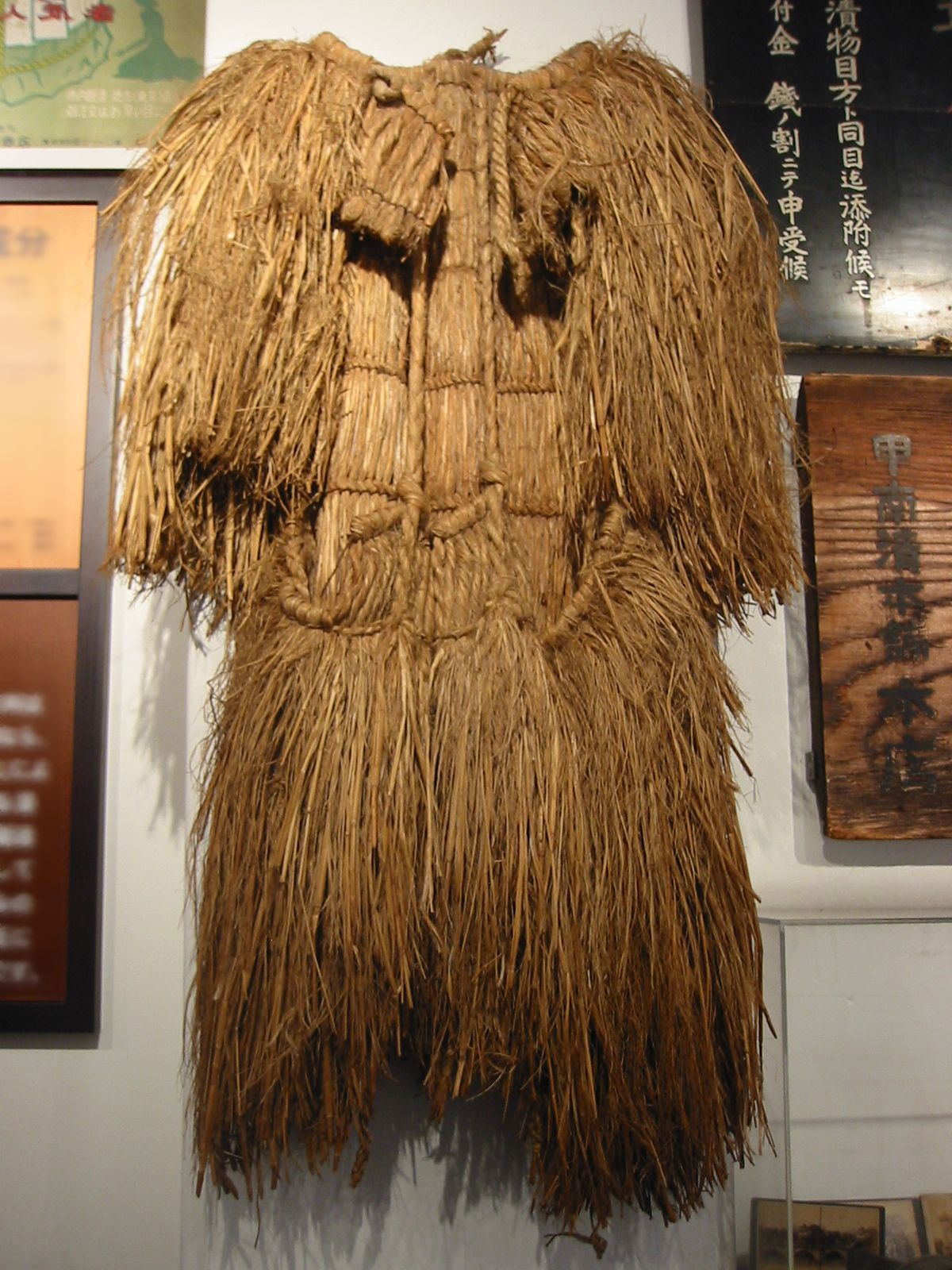
雨衣的祖先是以草本植物為物料

幾千年來採用了不同的防水材料和技術制作雨衣，呈現出多種形式，但隨著蘇格蘭化學家查爾斯·麥金特（Charles Macintosh）在1824年獲得了新的防水油布專利（他將其描述為“印度橡膠布”），才發明了第一款現代防水雨衣。 將石腦油軟化的橡膠芯夾在兩塊織物中製成。 查爾斯想創造一種可以保護穿著者免受雨水侵襲，而織物不會受到水损害。 許多裁縫都不願接受他的这种新布料，對此也不感興趣。 于是，查爾斯成立了自己的公司，並最終在外套中添加了硫化橡膠。
現代雨衣多為PVC、果凍塑膠製成，且已成為部分多雨地區居民生活中不可或缺的部分。

## 款式
- 蓑衣，棕櫚的纖維做成的亚洲傳統雨衣
- 派克大衣，源自傳統的因紐特人設計
- Cagoule, 風衣，源自傳統雨衣
- Driza-Bone 雨衣（英语：Driza-Bone），澳大利亞上油棉布雨衣
- 油布
- 雨披
- 麥金托什橡膠布雨衣
- 因弗內斯斗篷
- 甘納克斯
- 蘇韋斯特
- 上蠟外套

## 延伸阅读
[在维基数据编辑]
 《欽定古今圖書集成·經濟彙編·禮儀典·雨衣部》，出自陈梦雷《古今圖書集成》